# Mary Elizabeth Price
Mary Elizabeth Price (* 1. März 1877 in Martinsburg; † 19. Februar 1965 in Trenton) war eine US-amerikanische Malerin des Impressionismus und seit 1921 Mitglied der Philadelphia Ten. Zwischen 1921 und 1941 war sie sechzehnmal auf der Ausstellung der National Academy of Design in New York City vertreten und erhielt 1927 den renommierten Carnegie-Preis des Carnegie Museum of Art für das beste Gemälde eines US-Künstlers. Sie war zudem eine Pionierin der US-amerikanischen Kunsterziehung.

## Familie
Mary Elizabeth Price war die Tochter des Rechtsanwaltes Reuben Moore Price (1839–1918), ein Nachfahre von Thomas Price Senior (1610–1701), der 1634 mit der „Ark and Dove“ aus Cowes (England) nur 14 Jahre nach den Pilgervätern in die Vereinigten Staaten ausgewandert war, und dessen Frau, Caroline Cooper Paxson Price (1842–1922). Das Ehepaar lebte als Quäker in Shenandoah in Virginia, zog aber bereits in der Kindheit von Elizabeth nach Solebury Township in Pennsylvania.
Ihre beiden jüngeren Brüder waren ebenfalls im Kunstmarkt tätig. Frederik Newlin Price (1883–1963) war 1915 bis 1955 Inhaber der renommierten Ferargil Gallery an der West 57th Street in New York und betreute viele bekannte US-amerikanische Künstler, u. a. Maxfield Parrish, Thomas Hart Benton und Gertrude Käsebier. Ruben Moore Price, jr. (1879–1963) war auch Kunsthändler und nebenbei ein gefragter Rahmenbauer, dessen Frau Elizabeth Freedley Price (1888–1939) ebenfalls eine impressionistische Malerin gewesen ist. Die jüngere Schwester von Mary Elizabeth, Alice Rachel Price (1883–1960) heiratete den US-Impressionisten Rae Sloan Bredin (1880–1933).

## Ausbildung, Arbeit als Kunsterzieherin und nationale Vorsitzende der Malerinnen
Price studierte von 1896 bis 1904 an der Pennsylvania Museum School of Industrial Art und von 1904 bis 1907 an der Pennsylvania Academy of the Fine Arts, bei Hugh Breckenridge und Daniel Garber und nahm nebenbei Privatunterricht bei William Langson Lathrop (1859–1938).
Zwischen 1907 und 1914 bereiste sie Italien und Frankreich und sammelte dort Material für Landschaften, Stadt- und Straßenansichten sowie typische Szenen mit Einheimischen.
1914 war sie zum ersten Mal mit einem Bild auf der Biennale der Corcoran Gallery of Art in Washington, D.C. vertreten.
1917 ging sie nach New York und schuf dort eine „Neighborhood Art School“ innerhalb des Greenwich House-Projekts für junge Immigranten, das von Gertrude Vanderbilt Whitney unterstützt wurde. Dabei unterrichtete sie junge, begabte Schüler aus der Nachbarschaft im Zeichnen, Malen, Töpfern, bei der Erschaffung von Skulpturen und in Holzschnitzerei. Bereits 1919 war ihre Arbeit dort so erfolgreich, dass das Carnegie Institute of Technology in Pittsburgh sie um die Durchführung einer Ausstellung der Werke und eine Kampagne zur Gewinnung von Kunstlehrern bat.
Von 1920 bis 1927 war sie Vorsitzender „National Association of Women Painters and Sculptors“ (Nationale Gesellschaft der Malerinnen und Bildhauerinnen) und organisierte in dieser Zeit für ihre Mitglieder 32 Ausstellungen in den USA, aber auch in Buenos Aires und Rio de Janeiro.
1921 stieß sie zu der 1917 von zehn Frauen gegründeten Gruppe von Künstlerinnen „Philadelphia Ten“ und gemeinsam organisierten sie bis 1945 jährliche Ausstellungen.

## Schaffenszeit und Lebensabend in New Hope, Bucks County
Ende der 1920er-Jahre kehrte Price nach Bucks County zurück und kaufte das 1860 errichtete Cottage in New Hope, 2472 River Road, welches ihr Bruder Frederik Newlin und sie zuvor schon einige Jahre gemietet hatten. Aufgrund der gelben Farbe nannte sie es „Pumpkin Seed“ (Kürbissamen). Es lag damals etwas abgeschieden am Nebenkanal des Delaware River.
Hier vollendete Price ihre Blumenmalerei. All die Mohnblumen, Pfingstrosen, Malven, Schwertlilien, Gladiolen und Lilien, die sie in ihrem Bauerngarten ausgesät hatte, wurden Objekte ihrer zahlreichen Gemälde, die sich einer großen Fangemeinde erfreuten.
Dennoch unterhielt sie weiterhin ein Studio in Philadelphia. 1931 gestaltete sie mit ihrer Studio-Kollegin Lucille Howard zusammen eine Reihe von Wandgemälden für den Sitz der „American Woman’s Association“ (Amerikanische Frauenrechtsvereinigung) in New York, deren Vorsitzende sie zu diesem Zeitpunkt war. Dabei ahmte sie mit ihrer Malerei die ineinander verwobenen handgefertigten Stickarbeiten nach, die zu diesem Zeitpunkt ihrer Meinung nach eine nicht genug beachtete Kunstform vieler junger, anonymer Frauen gewesen ist.
Price war, neben den bereits erwähnten Gruppierungen, Mitglied in folgenden Vereinen und Gesellschaften: „Allied Artists of America“, „Art Alliance of Philadelphia“, „American Artists Professional League“, „Fine Arts Society of Arkansas“ und „Pennsylvania Academy of Fine Arts fellowship“.
Für den „New Hope Woman’s Club“ gab sie bis zu ihrem Lebensende in ihrem Cottage Lesungen und kleine Ausstellungen. Sie starb am 19. Februar 1965 unverheiratet kurz vor ihrem 88. Geburtstag im Mercer Krankenhaus von Trenton, New Jersey und wurde auf dem Friedhof des Solebury Friends Meeting House begraben.

## Stil und Œuvre
„Obwohl sie eine Vielzahl von Motiven malte, darunter wunderschöne impressionistische Landschaften, ist Price vor allem für ihre Gemälde mit Blumen auf einem Hintergrund aus Blattgold bekannt. Mit einem scharfen Werkzeug zeichnete sie ihre Entwürfe auf einen Untergrund aus vergoldetem Gesso und fügte dann ihre reich gemischten Farben mit zartem Charme hinzu. Das Ergebnis war eine atemberaubende Vielfalt floraler Ausstrahlung. Die Brillanz des Goldhintergrunds wurde durch die Verwendung von 16 verschiedenen Blattgoldtönen variiert“.
„Sie belebte dabei die Methoden der italienischen Renaissancemaler aus Florenz und Siena wieder und wandte sie an, wobei sie Gesso und roten Ton, Blattgold und Silber sowie eine vollständige Palette von Ölfarben verwendete. Auf einen glitzernden Hintergrund aus Edelmetallblättern wurde leuchtende Ölfarbe aufgetragen, wodurch schillernde Tafeln mit ungewöhnlich farbenfrohen Blumen entstanden.“ Ein Kritiker der New York Times schrieb: „Ihre Arbeit verbindet die sienesische Feinheit der Linien mit einer modernen Freiheit bei der Verwendung von Farben.“

## Ausstellungen (Auswahl)
- 1914–1939 siebenmal Teilnahme an der Corcoran Biennale, Washington D.C.
- 1917, 1918, 1923, 1926–1943 Pennsylvania Academy of Fine Arts, Philadelphia
- 1921–1943 sechzehnmal Teilnahme an der Ausstellung der National Academy of Design, New York City
- 1921–1927 National Association of Women Painters and Sculptors, 32 Ausstellungen in den USA, Buenos Aires und Rio de Janeiro

## Sammlungen
- James A. Michener Museum, Doylestown, USA
- Glen Foerd Collection, Philadelphia, USA
- Swarthmore College Collection, Swarthmore, USA
- Smith College Collection, Northampton, USA
- Dickinson College Collection, Carlisle, USA